# ويليام فريد
ويليام فريد (بالإنجليزية: William Freed)‏ هو فنان أمريكي، ولد في 1904، وتوفي في 1984.